# Charles Lamb
Charles Lamb (Londres, 10 de febrero de 1775 – Edmonton, 27 de diciembre de 1834) fue un ensayista inglés de ascendencia galesa, principalmente reconocido por su obra Essays of Elia y por el libro de cuentos Tales from Shakespeare, escrito en colaboración con su hermana, Mary Lamb (1764–1847). Lamb ha sido descrito por E.V. Lucas, su biógrafo principal, como la figura más encantadora de la literatura inglesa, y su influencia en los ensayos ingleses no puede ser subestimada. Charles Lamb fue homenajeado por la Latymer School, escuela que posee seis dependencias, una de las cuales se denomina "Lamb" en su honor.

## Primeros años

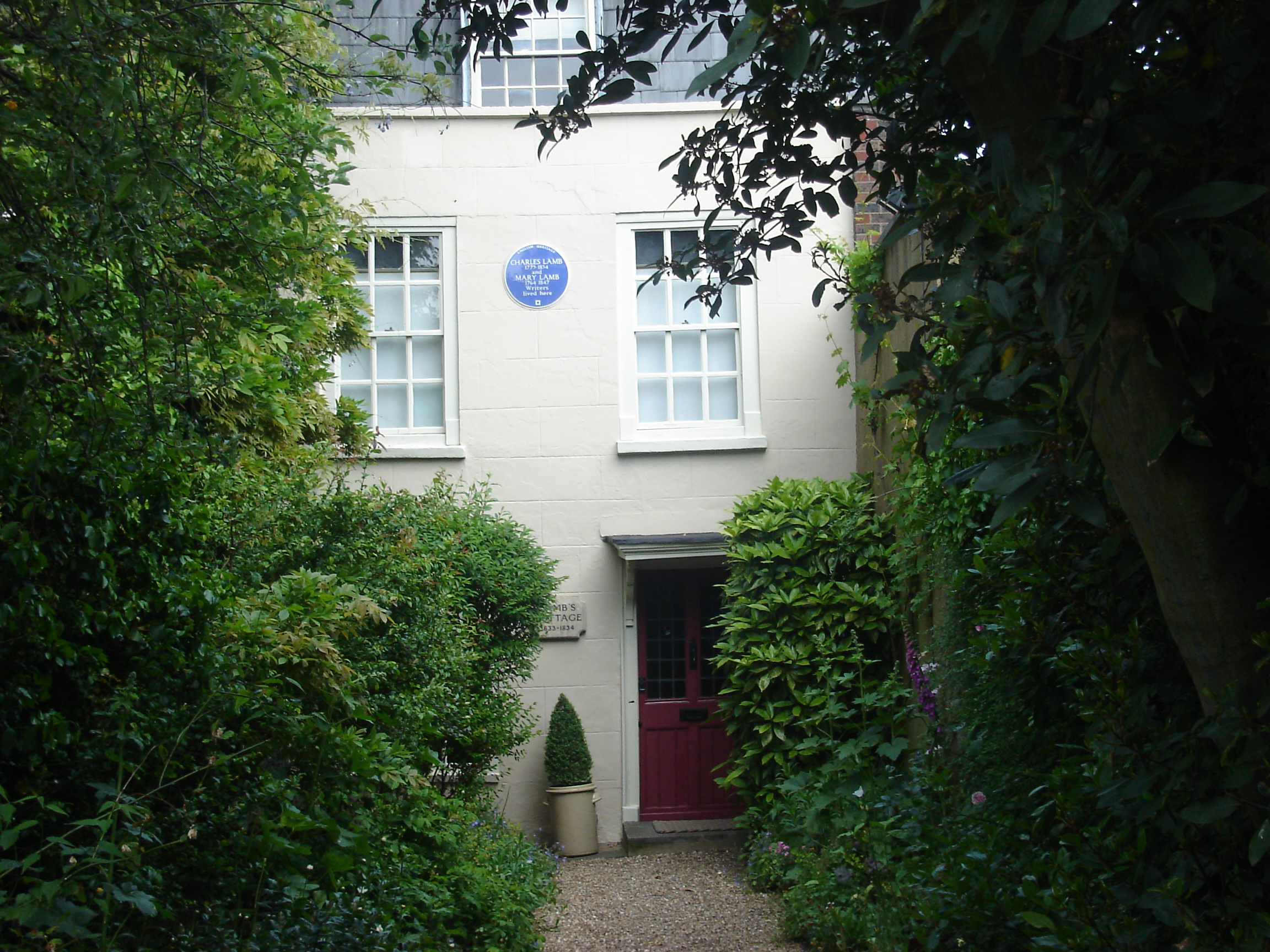
Finca de Lamb, en Edmonton, Londres.

Charles Lamb nació en Inner Temple, Londres, como el hijo menor de John Lamb, el asistente de un abogado. John Lamb pasó la mayor parte de su vida profesional trabajando para un abogado llamado Samuel Salt, quien vivía en su misma ciudad. Charles realizó un retrato de su padre en su obra "Elia on the Old Benchers", bajo el nombre Lovel. Su hermano tenía mucha más edad que él como para ser una buena compañía, pero su hermana Mary, habiendo nacido once años antes que él, era probablemente su mejor compañera de juegos. Lamb también recibía compañía de su tía paterna Hetty, quien le tenía un cariño especial. Un número de cartas tanto de Charles como de Mary sugieren que el conflicto entre Hetty y su cuñada había generado cierto grado de tensión en la familia. Sin embargo, Charles siempre se refirió a ella en buenos términos y su presencia en la casa parecía traer paz y comodidad. 
Algunos de los mejores momentos de Lamb en su infancia fueron los que pasó con la Sra. Field, su abuela materna, quien había sido por muchos años sirvienta de la familia Plummer, que poseía una gran finca llamada Blakesware House. Luego del fallecimiento de la Sra. Plummer, la abuela de Lamb se quedó a cargo de la casa y, debido a que el Sr. Plummer pasaba mucho tiempo fuera de ella, Charles podía hacer lo que quisiese durante sus visitas. Una reseña de estas visitas puede ser vislumbrada en el ensayo de Elia Blakesmoor in H—shire.
Se conoce muy poco acerca de la vida de Charles antes de que cumpliese siete años. Es sabido que Mary fue quien le enseñó a leer cuando era muy pequeño y que por ello había desarrollado gusto por la lectura. Se cree que sufrió de viruela durante sus primeros años, lo cual lo llevó a permanecer en estado de convalecencia. Luego de este periodo de recuperación, Lamb comenzó a tomar lecciones con la Sra. Reynolds, una mujer que vivía en Temple y que se cree que era la antigua esposa de un abogado. La Sra. Reynolds debe haber sido una institutriz porque Lamb mantuvo una relación con ella a lo largo de su vida y se sabe que asistió a fiestas llevadas a cabo por Mary y Charles en la década de 1820. E.V. Lucas sugiere que en una ocasión en 1781 Charles abandonó a la Sra. Reynolds y comenzó a estudiar en la Academia de William Bird. 
El tiempo que pasó con William Bird no fue muy extenso, ya que en octubre de 1782 Lamb comenzó a estudiar en Christ's Hospital, una escuela dominical apadrinada por el rey Eduardo VI en 1552. Christ's Hospital era una escuela dominical tradicional de Inglaterra; desoladora y llena de violencia. El director, el Sr. Boyer, había adquirido fama por sus enseñanzas de latín y griego, pero también por su brutalidad. Lamb describe detalladamente los eventos de Christ's Hospital en varios de sus ensayos, además de en la autobiografía de Leigh Hunt y la Biographia Literaria de Samuel Taylor Coleridge, con quienes Charles tuvo una amistad que duraría hasta el último día de sus vidas. A pesar de la brutalidad Lamb pasó buenos momentos en Christ's Hospital, debido en parte, tal vez, al hecho de que su hogar no estaba lejos de la escuela, a diferencia de muchos otros niños, por lo que podía regresar rápidamente a la seguridad del hogar. Años más tarde, en su ensayo "Christ’s Hospital Five and Thirty Years Ago," Lamb describió estos eventos, hablando de sí mismo en tercera persona, llamándose L.  

Recuerdo a L. en la escuela; y puedo decir que tuvo varias ventajas particulares, las cuales no teníamos ni yo ni mis compañeros. Sus amigos vivían en la ciudad, y él tenía el privilegio de ir a verlos, casi tan a menudo como quería, a través de una distinción odiosa, la cual nos era negada a nosotros.

Christ's Hospital era una típica escuela inglesa y muchos estudiantes, más tarde, narraron la violencia que sufrieron allí. El director de la escuela desde 1778 a 1799 fue el reverendo James Boyer, reconocido por su temperamento poco predecible y sumamente caprichoso. Según una famosa anécdota, se dice que Boyer le quitó uno de los dientes a Leigh Hunt arrojándole una copia de Homero a través de la habitación. Lamb parece haber escapado de esta brutalidad, en parte debido a su personalidad afable y en parte porque Samuel Salt, el jefe de su padre y patrocinador de Lamb en la escuela era uno de los directores del instituto.  
Charles Lamb sufrió de tartamudeo y este "defecto sin solución" en su habla lo devaluó de su alto estatus en Christ's Hospital a una carrera de administrativo. Mientras que Coleridge y otros muchachos fueron capaces de asistir a Cambridge, Lamb dejó la escuela a los catorce años de edad y fue obligado a encontrar una carrera más prosaica. Por un tiempo corto trabajó en la oficina de Joseph Paice, un mercader de Londres y luego, por 23 semanas, hasta el 8 de febrero de 1792, tuvo un pequeño puesto en la oficina del Examinador en la South Sea House. Su subsecuente caída luego de la partida de Lamb puede contrastarse con la prosperidad de la compañía en el primer ensayo Elia. El 5 de abril de 1792, comenzó a trabajar en la oficina del Contable para la British East India Company, luego de que la muerte del jefe de su padre hubiese arruinado la fortuna familiar. 
En 1792, mientras cuidaba de su abuela, Mary Field, en Hertfordshire, Charles Lamb se enamoró de una joven llamada Ann Simmons. Aunque no existen cartas de la relación entre ambos, Lamb parece haber pasado varios años cortejando a Simmons. La historia de su amor se narra en varias obras de Lamb. Rosamund Gray es la historia de un joven llamado Allen Clare que ama a Rosamund Gray pero su relación no llega a buen término debido a la repentina muerte de la joven. Simmons también aparece en varios ensayos bajo el nombre de Alice, y varios otros ensayos hablan sobre los años en que Lamb trató de conquistarla y finalmente falló. Simmons se casó con un hombre apellidado Bartram y Lamb llamó a su romance fallido una "gran desilusión".

## Tragedia familiar
Charles y su hermana Mary padecieron periodos de enfermedades mentales. Charles pasó seis semanas en un asilo mental durante 1795, época en la que ya estaba comenzando a adquirir fama de poeta. El 22 de septiembre de 1796, la familia fue conmovida por un hecho trágico: Mary, "llevada a un estado de extremos nervios por dedicarse a la costura durante el día y a su madre durante la noche", sufrió un ataque de locura y apuñaló a su madre en el corazón con un cuchillo de cocina. Aunque no había un estatus legal de "inimputabilidad" en aquella época, el jurado declaró un veredicto similar y por lo tanto le retiraron los cargos de culpa por asesinato intencionado. Con la ayuda de sus amigos Lamb logró evitar que su hermana fuese encarcelada de por vida, con la condición de que sería responsable de ella. Lamb usó una gran parte de sus relativamente pocos ingresos para mantener a su hermana en una casa para enfermos mentales en Islington llamada Fisher House. La muerte de John Lamb en 1799 fue en cierto modo un alivio para Charles, porque su padre estaba mentalmente incapacitado desde hacía años, cuando había sufrido un derrame cerebral. La muerte de su padre también significó que Mary podría vivir nuevamente con él en Pentonville, y en 1800 se establecieron en una casa compartida en Mitre Court Buildings en Inner Temple, en donde vivieron hasta 1809.

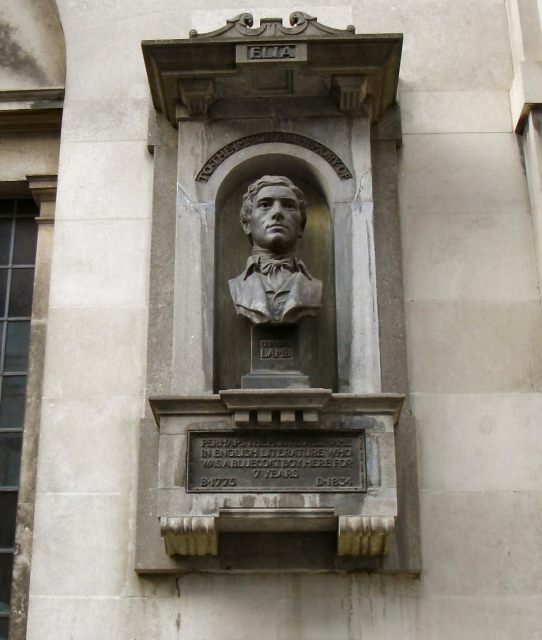
Memorial de Charles Lamb Memorial en Watch House Gilspur Street, Londres.

A pesar de los ataques de melancolía de Lamb, tanto él como su hermana disfrutaban de una activa y rica vida social. Su alojamiento en Londres se convirtió en una especie de salón semanal de tertulia para varias de las figuras destacadas del teatro y la literatura de la época. Charles Lamb, habiendo asistido a la escuela con Samuel Coleridge, lo consideraba uno de sus amigos más íntimos y antiguos. En su lecho de muerte, Coleridge les envió un anillo memorial a Lamb y a su hermana. Fortuitamente, la primera publicación de Lamb fue en 1796, cuando cuatro sonetos de "Mr. Charles Lamb of the India House" aparecieron en la obra de Coleridge Poems on Various Subjects. En 1797 contribuyó con versos adicionales en la segunda edición, y conoció a los Wordsworth, William y Dorothy, en sus cortas vacaciones de verano con Coleridge en Nether Stowey, desembocando en una larga amistad con William. En Londres, Lamb conoció a un grupo de escritores que apoyaban la reforma política, entre los que estaban Percy Bysshe Shelley, William Hazlitt, y Leigh Hunt, y que serían conocidos y ridiculizados como la escuela cockney.
Lamb continuó trabajando para la East India Company y como escritor de varios géneros, siendo su tragedia John Woodvil publicada en 1802. Otra de sus obras, Mr. H, fue representada en Drury Lane en 1807, pero fue muy mal recibida. El mismo año fue publicado sus Tales from Shakespeare (Charles escribió las tragedias y su hermana Mary, las comedias), el cual fue vendido en la selección de William Godwin "Children's Library".  
En 1819, a los 44 años de edad, Lamb, quien, debido a sus compromisos familiares no había podido casarse jamás, se enamoró de una actriz, Fanny Kelly de Covent Garden, y le propuso matrimonio. Ella lo rechazó y él murió soltero finalmente. Su colección de ensayos, bajo el título Essays of Elia, fue publicada en 1823 (siendo "Elia" el seudónimo que utilizó Lamb como contribuyente de la London Magazine). Una colección de mayor tamaño fue publicada aproximadamente diez años después, poco antes del fallecimiento de Lamb. Murió de una infección contraída por un corte en su rostro, tras un resbalón accidental en la calle, el 27 de diciembre de 1834, pocos meses después que Coleridge. Desde 1833 hasta sus muertes Charles y Mary vivieron en Bay Cottage, Church Street, Edmonton, al norte de Londres (actualmente parte de London Borough of Enfield. Lamb se encuentra enterrado en el cementerio de Edmonton. Su hermana, quien era once años mayor que él, sobrevivió por más de doce años. Fue enterrada junto a Charles.

## Obras

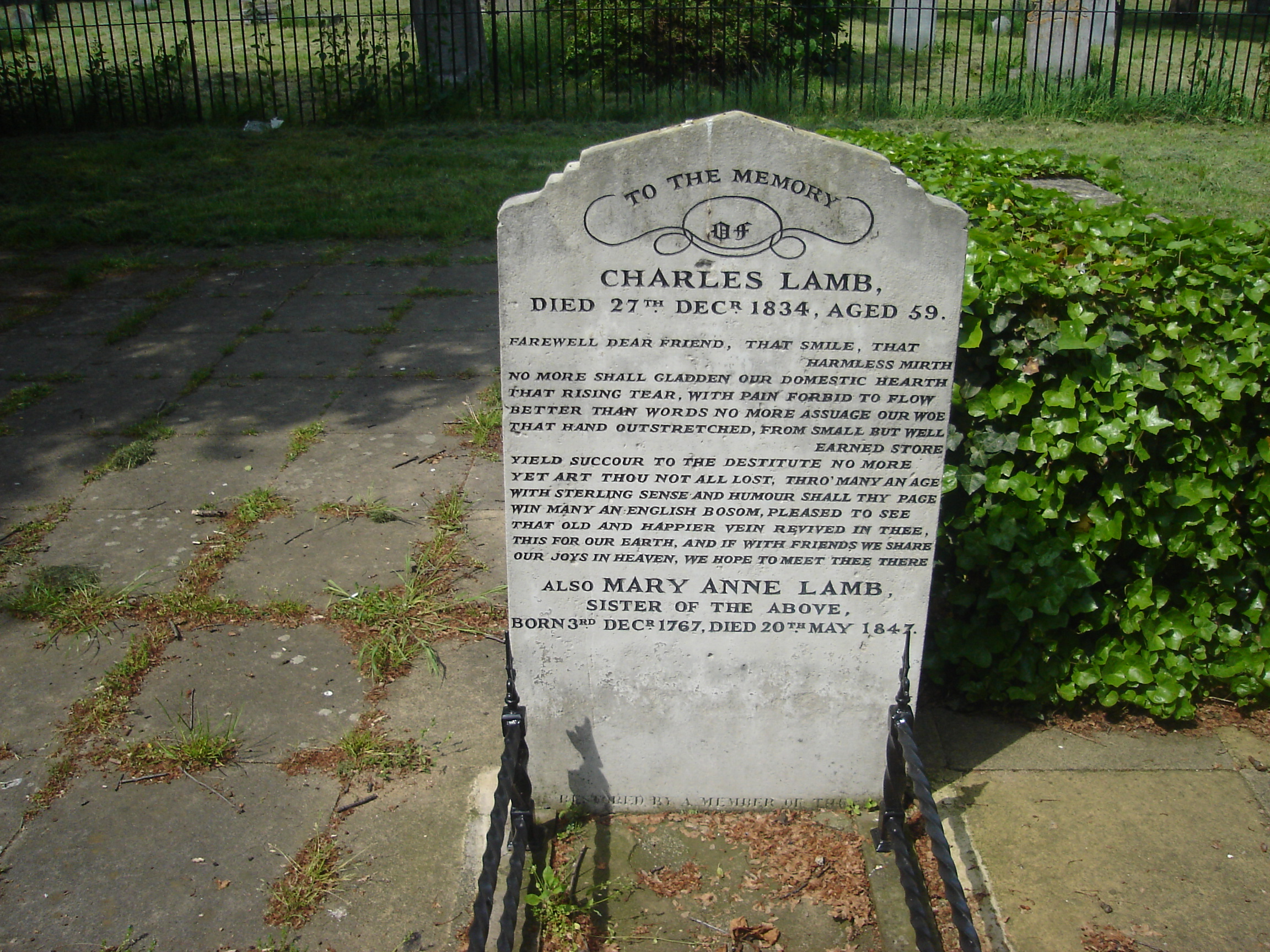
Tumba de Charles y Mary Lamb.

La primera publicación de Lamb fue la inclusión de cuatro sonetos en la obra de Coleridge Poems on Various Subjects publicada en 1796 por Joseph Cottle. Los sonetos estaban influenciados significativamente por los poemas de Burns y los sonetos de William Bowles, un poeta ya olvidado del siglo XVIII. Sus poesías tuvieron poca atención y hoy en día pueden hallarse en muy pocas ocasiones. Las contribuciones de Lamb a la segunda edición de Poems muestran un crecimiento significativo como poeta. Estas poesías incluyen The Tomb of Douglas y A Vision of Repentance. Debido a una pelea temporal con Coleridge, los poemas de Lamb no fueron incluidos en la tercera edición de Poems. Luego de algunas complicaciones, esta edición no fue publicada, y en su lugar Coleridge presentó la influyente obra Lyrical Ballads copublicada con Wordsworth. Lamb, por otro lado, publicó un libro titulado Blank Verse con Charles Lloyd, el hijo del fundador del Banco Lloyd. 
El poema más famoso de Lamb fue escrito en esta época, titulado The Old Familiar Faces. Como la mayoría de sus poesías, es particularmente sentimental pero aún se recuerda como ampliamente leída, y está incluida a menudo en colecciones de poemas. Particularmente, los historiadores tienen interés en el primer verso de la versión original de The Old Familiar Faces, que trata sobre la madre de Lamb. Este verso fue suprimido por el autor de la edición de sus obras selectas, publicada en 1818. 

Tenía una madre, pero murió y me abandonó,
falleció prematuramente en un día horroroso -
Y ya todos se han ido, los viejos rostros familiares.

Desde que era joven, Lamb deseaba ser poeta pero nunca tuvo el éxito que había esperado. Lamb vivió siempre bajo la sombra de su amigo más talentoso, Coleridge. En los últimos años del siglo XVIII, Lamb comenzó a escribir en prosa, con la novela titulada Rosamund Gray. Rosamund Gray era la historia de una joven supuestamente inspirada por Ann Simmonds, una muchacha que Charles Lamb había amado. Aunque la historia no era particularmente muy conseguida como narración, debido a las pocas habilidades de Lamb para llevar un argumento, fue bien recibida por los compañeros de Charles y llevó a Percy Bysshe Shelley a observar: "¡Qué encantadora es 'Rosamund Gray'! ¡Cuánto conocimiento de la parte más dulce de nuestra naturaleza puede verse en ella!".
En los primeros años del siglo XIX Lamb comenzó su fructífera cooperación literaria con su hermana Mary. Juntos escribieron al menos tres libros para la Biblioteca Juvenil de William Godwin. El más exitoso fue Tales From Shakespeare el cual pasó por dos ediciones para Godwin y de allí en adelante ha sido publicado en numerosas ocasiones en distintas formas, algunas de ellas ilustradas. Lamb también contribuyó a difundir las obras de William Shakespeare con su ensayo "On the Tragedies of Shakespeare", en el cual argumenta que Shakespeare debería ser leído más que representado para tener el efecto propio de su genio dramático.  
Aunque no escribió su primer ensayo Elia hasta 1820, el perfeccionamiento gradual de Lamb como ensayista, el cual finalmente lo llevó a la fama, comenzó a principios de 1802 en una serie de cartas abiertas a la obra de Leigh Hunt Reflector. La más famosa de ellas se titula "The Londoner", y Lamb en ella se mofa de la fascinación contemporánea por la naturaleza y el campo.

## Obras selectas
- Blank Verse, poesía, 1798
- Pride's Cure, poesía, 1802
- Tales from Shakespeare, 1807, con Mary Lamb. Tr.: Los cuentos de Shakespeare, El Aleph, 2006, ISBN 978-84-7669-755-9; y Ed. de Bolsillo, 2012.
- The Adventures of Ulysses, 1808, Las aventuras de Ulises, Alba, 2001, ISBN 978-84-8428-079-8
- Specimens of English Dramatic poets who lived about the time of Shakespeare, 1808
- On the Tragedies of Shakespeare, 1811
- Witches and Other Night Fears, 1821
- New Year's Eve, 1821. Tr. Nochevieja, KEN, 2015, ISBN 978-84-942849-2-2
- Essays of Elia, 1823. Tr. Ensayos de Elia, El Cobre, 2003, ISBN 978-84-96095-26-7
- The Last Essays of Elia, 1833